# Nigers fotbollsförbund
Nigers fotbollsförbund, officiellt Fédération Nigerienne de Football, är ett specialidrottsförbund som organiserar fotbollen i Niger.
Förbundet grundades 1961 och gick med i Caf 1967. De anslöt sig till Fifa år 1964. Nigers fotbollsförbund har sitt huvudkontor i staden Niamey.